# Gunnarslund
Gunnarslund is een plaatsaanduiding op het eiland Öland. Het maakt net als zijn naamgever Gunnarstorp inmiddels deel uit van het dorp Hörlösa. Voor 1960 was hier een halteplaats van de noordelijke tak van Ölandspoorlijn; het stationnetje dateert uit 1906.
Het ligt binnen de gemeente Borgholm.